# Колядки (альбом Тины Кароль)
«Колядки» (укр. Коля́дки) –  рождественский украиноязычный студийный альбом колядок и щедровок украинской певицы Тины Кароль, выпущенный 14 января 2016 года. Пластинка является шестой по счёту в дискографии певицы.

## Описание
Тина Кароль представила свой новый музыкальный альбом «Колядки» по мотивам музыкального фильма «Рождественская история с Тиной Кароль», премьера которого состоялась в Святой вечер на телеканале 1+1. В альбом вошли все композиции, которые Кароль исполнила в фильме и на своем концерте.
С помощью аутентичных колядок и щедривок, Кароль подняла ту страницу украинской музыки, которая является незаслуженно забытой, но остается гордостью страны. Благодаря авторским обработкам, колядки зазвучали по-новому, при этом сохранив свою аутентичность. Таким образом, по задумке певицы, колядки и украинские традиции на Рождество удастся сделать более популярными среди молодежи.
Новая пластинка певицы стала доступна для прослушивания на её официальном сайте. Бонус-треком альбома стала премьера новой песни на украинском языке «Віра, надія, любов» (с укр. — «Вера, надежда, любовь»).

## Список композиций
| №                   | Название                                 | Длительность |
| ------------------- | ---------------------------------------- | ------------ |
| 1.                  | «Щедрик, щедрик, щедрівочка»             | 3:57         |
| 2.                  | «Добрий вечір тобі, пане господарю»      | 3:08         |
| 3.                  | «Небо і Земля нині торжествують»         | 3:54         |
| 4.                  | «Ой, хто, хто Миколая любить»            | 4:14         |
| 5.                  | «Нова радість стала»                     | 4:07         |
| 6.                  | «Тиха ніч»                               | 4:22         |
| 7.                  | «О Вифлеємі нині новина»                 | 4:03         |
| 8.                  | «Ой, сивая тая зозуленька»               | 4:04         |
| 9.                  | «Роди, Боже»                             | 3:12         |
| 10.                 | «Україна — це ти (feat. The Voice Kids)» | 3:24         |
| 11.                 | «Віра, надія, любов (Bonus track)»       | 3:53         |
| Общая длительность: | Общая длительность:                      | 41:04        |